# Kasia Moś

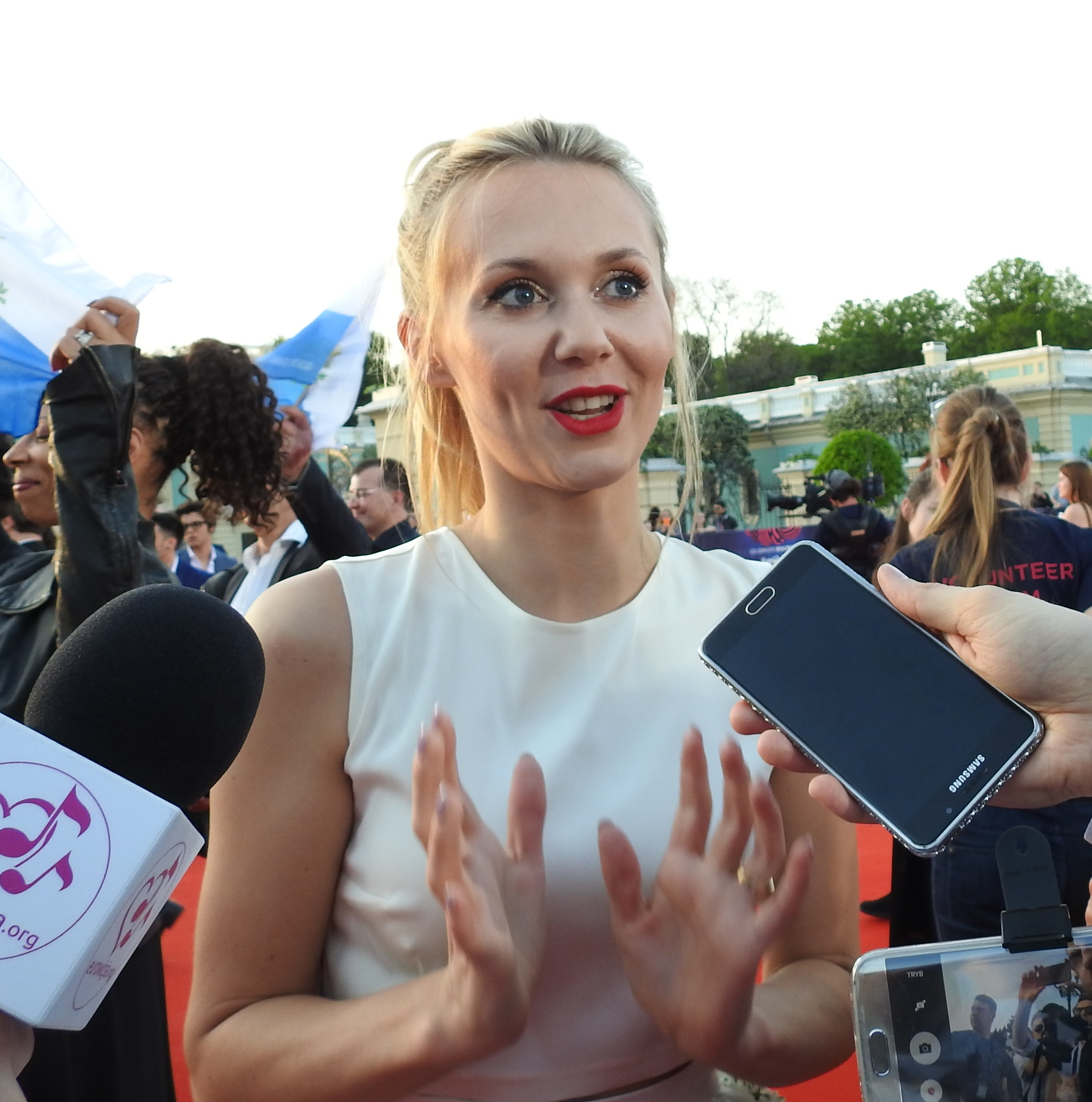
Kasia Moś

Katarzyna "Kasia" Moś (sinh ngày 3 tháng 3 năm 1987) là một ca sĩ, nhạc sĩ và vũ công người Ba Lan.

## Sự nghiệp
Kasia Moś tốt nghiệp lớp cello và piano tại trường âm nhạc Fryderyk Chopin ở Bytom. Cô cũng tốt nghiệp lớp nhạc jazz và nhạc hiện đại tại Học viện âm nhạc thanh nhạc Karol Szymanowski ở Katowice.
Cô ra mắt solo vào năm 2005 với bài hát "I Wanna Know" trong vòng chung kết Eurovision của Ba Lan. Vào tháng 10 năm 2015, cô phát hành album phòng thu đầu tay Inspination.